# Misericordia (Film)
Misericordia (Originaltitel: Miséricorde, franz. für „Barmherzigkeit“ oder „Gnade“) ist ein Kriminalfilm von Alain Guiraudie. Der Film mit Catherine Frot, Félix Kysyl, Jean-Baptiste Durand und Jacques Develay in den Hauptrollen basiert auf einem Kapitel des Romans Rabalaïre des Regisseurs und feierte im Mai 2024 bei den Internationalen Filmfestspielen in Cannes seine Premiere, wo Guiraudie für die Queer Palm nominiert war. Der Kinostart in Frankreich erfolgte Mitte Oktober 2024, in Deutschland Anfang März 2025.

## Handlung
Als der 31-jährige Jérémie Pastor zum ersten Mal seit zehn Jahren zur Beerdigung des verstorbenen Bäckers Jean-Pierre, für den er als Teenager gearbeitet hat, in sein Heimatdorf, das malerische Saint-Martial im Département Ardèche, zurückkehrt, stellt dies für ihn eine Gelegenheit dar, alte Bekannte zu treffen. Jérémie ist mit Martine bekannt, der Witwe des Verstorbenen, und auch mit dessen etwa gleichaltrigem Sohn Vincent, der anders als seine Mutter von seiner Rückkehr nur wenig begeistert ist. Er wird dessen Frau Annie vorgestellt und trifft sich mit seinem alten Bekannten Walter, der als Bauer arbeitet. Auf Martines Drängen hin bleibt er zunächst einige Tage in ihrem Haus, um ihr Gesellschaft zu leisten. Doch schon bald bittet er um die Erlaubnis, auf unbestimmte Zeit bleiben zu dürfen. Er würde gerne Jean-Pierres Geschäft übernehmen.
Als sich Jérémie und Vincent eines Nachmittags im Wald begegnen, als sie dort ihre Spaziergänge unternehmen, kommt es zwischen den beiden Männern zu einer körperlichen Auseinandersetzung, und Jérémie tötet Vincent. Er vergräbt die Leiche und stellt Vincents Auto in einer anderen Stadt ab. Der Verdacht, er könnte etwas mit Vincents Verschwinden zu tun haben, fällt dennoch schnell auf ihn. Er steckt plötzlich inmitten der polizeilichen Ermittlungen.

## Produktion

### Regie und Drehbuch
Regie führte Alain Guiraudie, der auch das Drehbuch schrieb. Die Geschichte ist seinem Roman Rabalaïre entnommen. Der schwule Regisseur stellte in seinen bisherigen Filmen häufig queere Erfahrungen in den Mittelpunkt. International erfolgreich war Guiraudie vor allem mit seinem Erotikthriller Der Fremde am See aus dem Jahr 2013 mit Pierre Deladonchamps in der Hauptrolle als junger Homosexueller, der den Sommer häufig an einem See verbringt, wo er beim Cruising neue Liebhaber findet. Für diesen Film wurde er unter anderem bei den Filmfestspielen von Cannes mit dem Regiepreis und der Queer Palm ausgezeichnet.

### Besetzung und Dreharbeiten

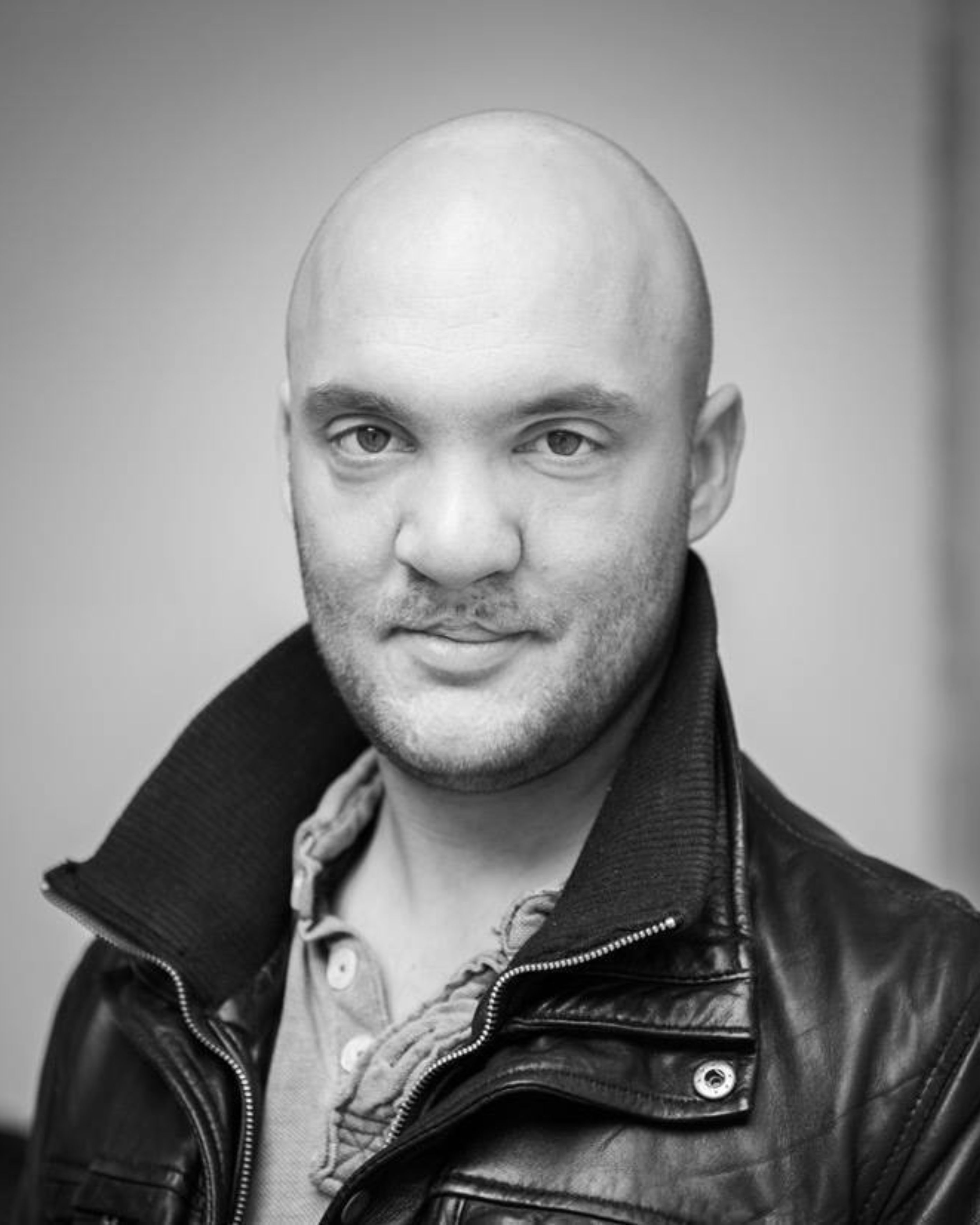
Jean-Baptiste Durand spielt den von Jérémie getöteten Vincent

Félix Kysyl, bekannt aus Filmen wie Im zarten Alter von Julien Gaspar-Oliveri und Des hommes von Lucas Belvaux, spielt in der Hauptrolle Jérémie Pastor. Catherine Frot spielt Martine, die Witwe seines früheren Chefs, Jean-Baptiste Durand deren Sohn Vincent und David Ayala seinen alten Bekannten Walter. Die russisch-armenische Schauspielerin Tatiana Spivakova spielt Vincents Frau Annie. Jacques Develay ist in der Rolle des mysteriösen Paters Grisolles zu sehen. Sébastien Faglain spielt den Gendarme und Salomé Lopes dessen jüngere Kollegin.
Die Dreharbeiten fanden von Ende Oktober bis Mitte Dezember 2023 in der Gemeinde Sauclières im Département Aveyron statt. Als Kamerafrau fungierte Claire Mathon, die vor allem für Arbeit an den Filmen Saint Omer von Alice Diop, Spencer von Pablo Larraín und Porträt einer jungen Frau in Flammen von Céline Sciamma bekannt ist. Mit ihr arbeitete Guiraudie bereits für Der Fremde am See zusammen.

### Filmmusik, Marketing und Veröffentlichung
Die Filmmusik komponierte der Spanier Marc Verdaguer, der zuletzt für das Filmdrama Afterwater von Dane Komljen und den Thriller Pacifiction von Albert Serra tätig war, für den er zahlreiche Nominierungen erhielt.
Die Premiere des Films erfolgte am 20. Mai 2024 bei den Internationalen Filmfestspielen in Cannes, wo er in der Reihe Cannes Premières gezeigt wurde. Zu dieser Zeit wurde auch der erste Trailer vorgestellt. Während des Festivals sicherten sich Sideshow und Janus Films die Rechte am Film für Nordamerika. Ende Juni 2024 wurde Miséricorde als Abschlussfilm beim Marseille International Film Festival gezeigt. Anfang Juli 2024 wurde Misericordia beim Filmfest München vorgestellt. Ebenfalls im Juli 2024 wurde der Film beim Neuchâtel International Fantastic Film Festival gezeigt. Im August 2024 wurde er beim Melbourne International Film Festival vorgestellt und im September 2024 beim Toronto International Film Festival. Dazwischen erfolgten Vorstellungen beim Telluride Film Festival. Ende September, Anfang Oktober 2024 wurde Misericordia beim New York Film Festival gezeigt. Im Oktober 2024 wurde der Film beim Filmfest Hamburg, beim London Film Festival, beim Chicago International Film Festival, beim Montclair Film Festival und beim AFI Fest gezeigt. Am 16. Oktober 2024 kam der Film in die französischen Kinos. Ende Oktober 2024 wurde er bei der Viennale vorgestellt. Der Kinostart in Spanien ist am 3. Januar 2025 geplant. Ebenfalls im Januar 2025 wird der Film beim Palm Springs International Film Festival gezeigt. Am 6. März 2025 kam der Film in die deutschen Kinos. Am 21. März kam er in ausgewählte US-Kinos.

## Rezeption

### Altersfreigabe und Kritiken
In Deutschland wurde der Film von der FSK ab 16 Jahren freigegeben. In der Freigabebegründung heißt es, der insgesamt eher ruhig erzählte Film enthalte mehrere Szenen, in denen es zu körperlichen Auseinandersetzungen kommt, und vereinzelt gebe es auch Darstellungen drastischer Verletzungen. Auch sexuelle Übergriffigkeit werde thematisiert, und in einer separaten Szene komme es zu einer kurzen, aber expliziten sexuellen Darstellung.

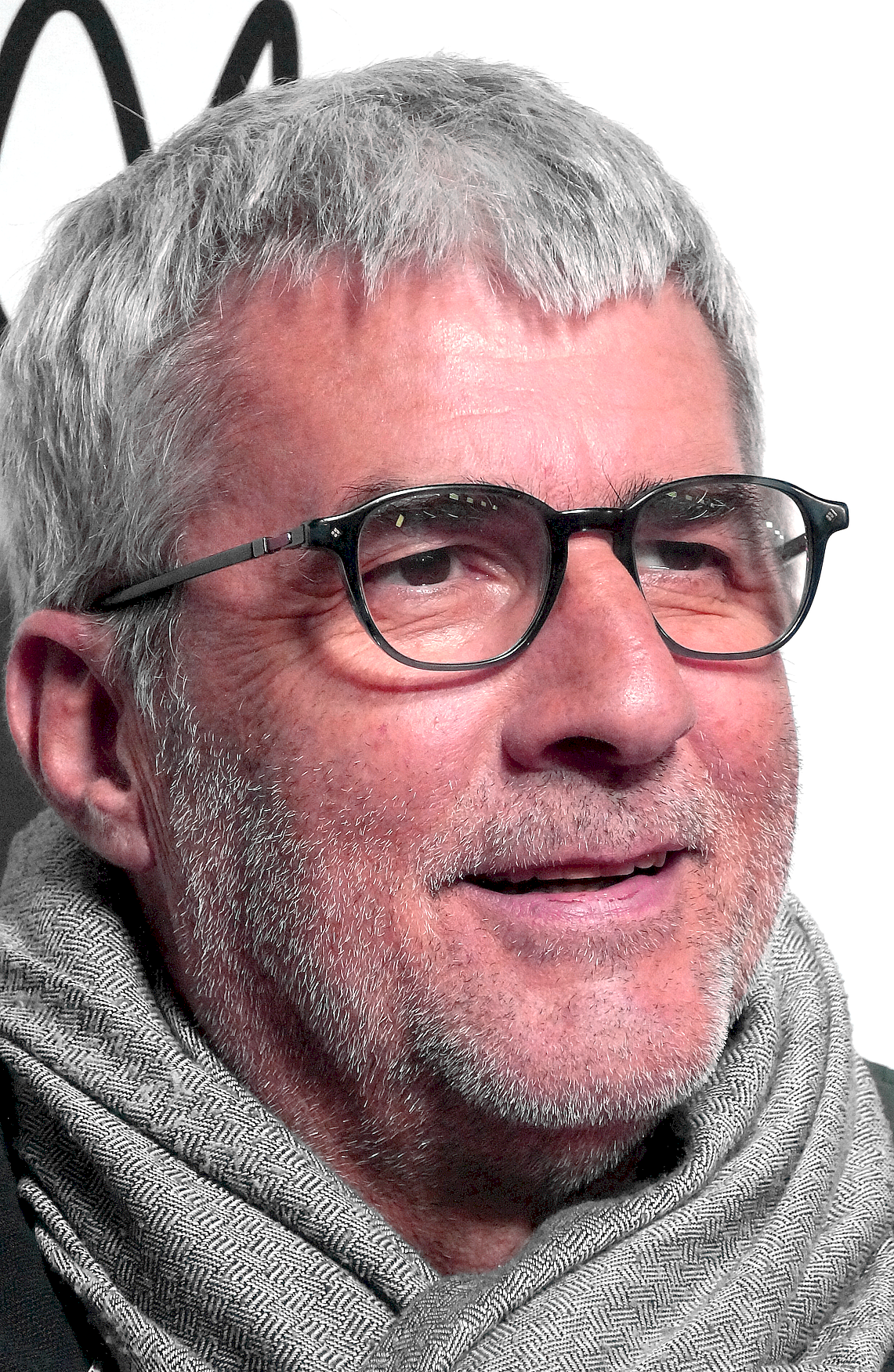
Regisseur und Drehbuchautor Alain Guiraudie

Von den bei Rotten Tomatoes aufgeführten Kritiken sind 95 Prozent positiv. Bei Metacritic erhielt der Film einen Metascore von 83 von 100 möglichen Punkten.
Ankit Jhunjhunwala schreibt in seiner Kritik für The Playlist, Alain Guiraudie arbeite in seinem Film auf mehreren Spannungsebenen, indem er alle Erklärungen und Rückblenden aus seinem Drehbuch entfernte. Das Publikum müsse sich dadurch anstrengen, die Beziehungen zwischen den Hauptfiguren und dem, was zuvor passiert ist, zu entschlüsseln. Die spartanische Ästhetik des Films gelte auch für dessen aufgeräumte Optik und sei von Kamerafrau Claire Mathon atemberaubend gedreht, so Jhunjhunwala, und hebt die Breitbildbilder voller Herbstfarben hervor, in denen Gelb-, Orange- und Rottöne im Wald wie eine Feuersbrunst wirkten. Der reduzierte Ansatz des Films habe auch zur Folge, dass sich Guiraudie auf seine Schauspieler verlassen muss, die alle der Herausforderung gewachsen seien. Félix Kysyl trage den Film in der Rolle von Jérémie Pastor, indem er gekonnt zwischen Undurchsichtigkeit und Durchschaubarkeit schwanke. Sein sanftes Aussehen und sein geschmeidiger Körperbau machten ihn zu einem glaubwürdigen Objekt der Begierde und voller Mysteriösität.
Leonardo Goi schreibt in seiner Kritik für The Film Stage, Misericordia sei trotz all seiner morbiden Untertöne und philosophischen Überlegungen weder ein Trauergesang noch ein erhabenes Symposium. So seltsam es bei solch einer Geschichte klingen mag, die mit einer Beerdigung beginnt und in der dann jemand zu Tode kommt, sei Misericordia ein äußerst und überraschend lustiger Film, in dem der Humor allmählich eine Subversivität entwickelt. Auch Goi geht in seiner Kritik auf Mathons Kameraführung ein, die mit langen Einstellungen und Tiefenschärfe die Wälder in höhlenartige, märchenhafte Räume und gleichzeitig in ein offenes Terrain verwandele.
Michael Müller erklärt in seiner Kritik, Teil der Faszination dieses Films sei es, als Zuschauer herauszufinden, wie Jérémie zu den anderen Figuren steht, und was Misericordia generell so anregend mache, sei, dass auch zu allen lebenden Figuren eine gewisse sexuelle Spannung besteht. Der Film habe dabei wegen der düster-klaren Bilder fast eine traumhafte Qualität, und auf der recht simpel aufgesetzten Rückkehrer-Geschichte würden ganz viele interessante Schichten liegen, sei es die katholische Schuld- und Vergebungsthematik, aber auch die Gegensätze Stadt und Land, Jung und Alt, Einsamkeit und Gemeinschaft. Die Thriller-Elemente würden sich fast in die Handlung einschleichen, bis sie irgendwann dominanter werden und auf eine gute Weise an Alfred Hitchcock und Claude Chabrol im Blick hinter die gesellschaftliche Fassade erinnerten. Hauptdarsteller Félix Kysyl sei eine Entdeckung, weil er gleichzeitig mysteriös und gewöhnlich wirken kann. Man sehe ihm einfach gerne beim Spielen zu, weil sich in seiner stoischen Art wunderbar die eigenen Gedanken projizieren lassen. So sei Misericordia letztlich noch eine ganz wundervolle philosophische Reflexion über Leben und Sterben.
Auch Philipp Stadelmaier schreibt in seiner Kritik in der Süddeutschen Zeitung, der tolle kleine Thriller hätte vermutlich sogar Hitchcock gefallen, und Guiraudie stelle mit dem Film die Regeln des Genres auf den Kopf. Was in Misericordia zu sehen ist, sehe man sonst nirgendwo, und genial sei auch die Pointe des Films, denn obwohl die Hinweise gegen Jérémie erdrückend sind, tun alle so, als sei er nicht der Mörder, weil sie ihn lieben.
In der von der französischen Filmzeitschrift Cahiers du cinéma veröffentlichten Liste der besten Filme des Jahres 2024 befindet sich Misericordia auf Platz 1.

### Auszeichnungen
Der Film befindet sich in der Vorauswahl zum Europäischen Filmpreis 2024. Zudem war Misericordia einer von vier Filmen, die zur Auswahl standen von Frankreich als Beitrag für die Oscarverleihung 2025 als bester Internationaler Film eingereicht zu werden. Im Folgenden eine Auswahl von Nominierungen und Auszeichnungen.
César 2025
- Nominierung als Bester Film
- Nominierung für die Beste Regie (Alain Guiraudie)
- Nominierung für das Beste Originaldrehbuch (Alain Guiraudie)
- Nominierung als Bester Nebendarsteller (Jacques Develay)
- Nominierung als Beste Nebendarstellerin (Catherine Frot)
- Nominierung als Bester Nachwuchsdarsteller (Félix Kysyl)
- Nominierung für die Beste Kamera (Claire Mathon)

International Cinephile Society Awards 2025
- Nominierung als Bester Film
- Nominierung für die Beste Regie (Alain Guiraudie)
- Nominierung für das Beste Drehbuch (Alain Guiraudie)
- Nominierung für das Beste Ensemble[32]

Internationale Filmfestspiele von Cannes 2024
- Nominierung für die Queer Palm (Alain Guiraudie)

Filmfest München 2024
- Nominierung im Wettbewerb Cinerebels[10]

Louis-Delluc-Preis 2024
- Auszeichnung als Bester französischer Film[33]

Prix Lumières 2025
- Nominierung als Bester Film
- Nominierung für die Beste Regie (Alain Guiraudie)
- Nominierung für das Beste Drehbuch (Alain Guiraudie)
- Nominierung für die Beste Kamera (Claire Mathon)
- Nominierung als Bester Nachwuchsdarsteller (Félix Kysyl)[34]

Valladolid International Film Festival 2024
- Auszeichnung mit dem Golden Spike – Spielfilm (Alain Guiraudie)
- Auszeichnung mit dem Miguel Delibes Award (Alain Guiraudie)[35]